# Thomas Ring (Polizeipräsident)
Thomas Ring (* 29. Juni 1961) ist ein deutscher Polizeibeamter und seit Juni 2025 Polizeipräsident der Polizeidirektion Braunschweig.

## Leben
Der aus Braunschweig stammende Ring trat 1983 in die Polizei Niedersachsen ein. Von 1989 bis 1992 absolvierte er ein Studium an der Niedersächsischen Fachhochschule für Verwaltung und Rechtspflege in Hildesheim und stieg in den gehobenen Polizeivollzugsdienst auf. In den 1990er-Jahren übernahm er verschiedene Einsatz- und Führungsfunktionen im Landeskriminalamt Niedersachsen, in der Polizeidirektion Braunschweig sowie im Niedersächsischen Innenministerium.  
Nach seinem Studium zum höheren Polizeivollzugsdienst an der Polizei-Führungsakademie 1999 in Münster-Hiltrup, heutige Deutsche Hochschule der Polizei, war Ring Referent für Organisierte Kriminalität und internationale polizeiliche Zusammenarbeit im Niedersächsischen Innenministerium. Ab 2003 war er in leitenden Positionen für die Bekämpfung der Organisierten Kriminalität in der Polizeidirektion Braunschweig sowie im Landeskriminalamt Niedersachsen zuständig, wo er den landesweiten Aufbau von Auswerte- und Analysestellen zur Bekämpfung der Organisierten Kriminalität vorantrieb. Anschließend folgten Verwendungen als Referatsleiter beim Verfassungsschutz Niedersachsen in den Bereichen Links- und Rechtsextremismus sowie islamistischer Extremismus und Terrorismus. Von 2011 bis 2013 nahm Ring die Aufgabe des Referatsleiters für Kriminalitätsbekämpfung im Landespräsidium für Polizei, Brand und Katastrophenschutz innerhalb des Niedersächsischen Innenministeriums wahr. Danach ging er zurück zum Landeskriminalamt Niedersachsen, dessen Vizepräsident er bis 2018 war. Am 18. Dezember 2018 wurde Thomas Ring zum Polizeipräsidenten der Polizeidirektion Lüneburg, einer Behörde mit etwa 3000 Mitarbeiterinnen und Mitarbeitern, ernannt. Am 30. Juni 2025 wurde er Polizeipräsident in Braunschweig.
Ring ist verheiratet und hat zwei Töchter.  